# 奥塔贾维尔 (阿拉巴马州)
奥塔贾维尔（英語：Autaugaville），是美国阿拉巴马州奥陶加县下属的一座城鎮。面积约为8.04平方英里（约合20.82平方公里）。根据2010年美国人口普查，该鎮有人口870人，人口密度为110/平方英里（约合42/平方公里）。